# عبدالملک الشمری
عبدالملک الشمری (عربی: عبد الملك الشمري؛ زادهٔ ۱۵ اوت ۱۹۹۵) یک ورزشکار اهل عربستان سعودی است.